# Тангатаровська сільська рада
Тангата́ровська сільська рада (рос. Тангатаровский сельский совет) — муніципальне утворення у складі Бураєвського району Башкортостану, Росія. Адміністративний центр — присілок Тангатарово.

## Населення
Населення — 444 особи (2019, 927 в 2010, 1299 в 2002).

## Склад
До складу поселення входять такі населені пункти:
| Населений пункт        | Населення, осіб (2002) | Населення, осіб (2010) |
| ---------------------- | ---------------------- | ---------------------- |
| Аїтово, присілок       | 86                     | 58                     |
| Воткурзя, присілок     | 48                     | 30                     |
| Давлеканово, присілок  | 45                     | 26                     |
| Кадріково, присілок    | 17                     | 7                      |
| Новошиліково, присілок | 64                     | 46                     |
| Саїт-Курзя, присілок   | 208                    | 137                    |
| Старокурзя, присілок   | 218                    | 147                    |
| Тангатарово, присілок  | 507                    | 421                    |
| Тансизарово, присілок  | 106                    | 55                     |